# Jan Zalewski (poeta)
Jan Zalewski, ps. „Kazimierz Adam” (ur. 26 sierpnia 1930 w Warszawie, zm. 13 grudnia 2012 tamże) – polski literat, poeta, autor tekstów piosenek, dziennikarz, współautor książkowych publikacji muzycznych. 

## Życiorys
Absolwent Wydziale Historycznego Uniwersytetu Warszawskiego. Zadebiutował w 1946 roku – utworami satyrycznymi, publikowanymi na łamach Dziennika Łódzkiego. W okresie studiów współpracował z prasą młodzieżową, w której publikował swoje wiersze, felietony i reportaże. Jako autor tekstów piosenek zadebiutował w 1955 roku. W latach 1957–1969 pracował jako dziennikarz i autor w Polskim Radiu i Telewizji Polskiej. Był współtwórcą cyklu audycji pt. Piosenki od ręki.
Jest autorem
- scenariuszy słuchowisk radiowych
- adaptacji telewizyjnych
- wierszy wydanych w zbiorku Wizerunki liryczne
- widowiska muzycznego Karuzela z piosenkami (muz. Lucjan Kaszycki)
- tekstów piosenek w wykonaniu m.in.: Marii Koterbskiej, Haliny Kunickiej, Joanny Rawik, Reny Rolskiej, Teresy Tutinas, Danuty Rinn, Zofii Kamińskiej, Hanny Rek, Ireny Santor, Violetty Villas, Maryli Rodowicz, Alibabek, Steni Kozłowskiej, Ireny Jarockiej, Urszuli Sipińskiej, Zdzisławy Sośnickiej, Alicji Majewskiej, Krystyny Giżowskiej[1], Ewy Śnieżanki, Ireny Woźniackiej, Bogdany Zagórskiej, Barbary Książkiewicz, Tadeusza Woźniakowskiego, Jaremy Stępowskiego, Jerzego Połomskiego, Wiktora Zatwarskiego, Bogdana Czyżewskiego, Andrzeja Dąbrowskiego, Wojciecha Skowrońskiego (Blues & Rock), Zbigniewa Wodeckiego, Waldemara Koconia, Kapeli Czerniakowskiej, 2 plus 1, Aury, a także aktorek i aktorów, takich jak: Elżbieta Starostecka czy Andrzej Tomecki oraz śpiewaczek i śpiewaków operowych, a byli to m.in.: Józef Wojtan, Zdzisław Nikodem, Zofia Wilma-Bagniuk, Pola Lipińska, Adam Zwierz, Kazimierz Kowalski.

Działacz Stowarzyszenia Dziennikarzy Polskich i członek, a w latach 1984–1988 wiceprezes zarządu Stowarzyszenia Autorów ZAiKS.
Zmarł po przewlekłej, ciężkiej chorobie serca. Pochowany 21 grudnia 2012 w grobie rodzinnym na cmentarzu ewangelicko-reformowanym (sektor W-3-15).

## Wybrane teksty piosenek
- A my nie mamy nic (muz. Wiktor Kolankowski) – wyk. Danuta Rinn i Bogdan Czyżewski
- A z tobą jest bezpiecznie (muz. Marek Sewen) – wyk. Stenia Kozłowska
- Ballada o drodze (muz. Włodzimierz Korcz) – wyk. Alicja Majewska
- Ballada o puszce (muz. Lucjan Kaszycki) – wyk. Ryszard Aming i Centralny Zespół Artystyczny Wojska Polskiego[7]
- Ballada o zwyczajnym dniu (Janusz Sławiński) – wyk. Krystyna Giżowska
- Bądźcie dobrzy dla zakochanych (muz. Arndt Bause) – wyk. Bogdana Zagórska
- Będziemy piękni tak (muz. Adam Skorupka) – wyk. Irena Santor
- Biała róża (muz. Lucjan Kaszycki) – wyk. Barbara Książkiewicz[7]
- Biało-czerwona bandera (muz. Jerzy Wordys)[8] – wyk. ?
- Borsuki już śpią (muz. Jerzy Abratowski)[8] – wyk. ?
- Byłam twoim imieniem (muz. Marek Sart) – wyk. Alicja Majewska
- Cały świat jaśnieje (muz. Wojciech Skowroński) – wyk. Wojciech Skowroński i Blues & Rock
- Champs Elysees (muz. Norro Wilson, Mike Wilsh, Mike Deighan) – wyk. Alibabki
- Chodzony (muz. Lucjan Kaszycki) – wyk. Centralny Zespół Artystyczny Wojska Polskiego
- Cień twoich oczu (muz. Włodzimierz Kruszyński, Adam Skorupka) – wyk. Stenia Kozłowska
- Co ma się zdarzyć (muz. Włodzimierz Kruszyński, Adam Skorupka) – wyk. Danuta Rinn i Bogdan Czyżewski
- Co rok, co dzień (muz. Edmund Berg) – wyk. Jerzy Połomski
- Co z wami moi panowie (muz. Zbigniew Jaremko) – wyk. Danuta Rinn
- Czerwień róż (muz. Henryk Klejne) – wyk. Rena Rolska
- Czy tak być musi (muz. Ryszard Sielicki) – wyk. Halina Kunicka
- Czy to walc (muz. Włodzimierz Kruszyński, Adam Skorupka) – wyk. Stenia Kozłowska
- Czy Zbyszko znajdzie Danuśkę (muz. Ryszard Sielicki) – wyk. Danuta Rinn i Bogdan Czyżewski
- Daj mi świat (muz. Adam Skorupka) – wyk. Stenia Kozłowska
- Daleko od słońca (muz. Edward Spyrka) – wyk. Anna German
- Diabelski młyn (muz. Arno Babadżanian) – wyk. Rena Rolska; Adam Zwierz
- Dla ciebie Polsko (muz. Lucjan Kaszycki) – wyk. Centralny Zespół Artystyczny Wojska Polskiego[7]
- Dla mnie ty, dla ciebie ja (muz. Włodzimierz Kruszyński) – wyk. Stenia Kozłowska
- Do szczęścia blisko (muz. Włodzimierz Kruszyński, Adam Skorupka) – wyk. Stenia Kozłowska
- Do tych dni, kolorowych dni (muz. Wojciech Skowroński) – wyk. Wojciech Skowroński i Blues & Rock
- Dokąd zaprowadzisz mnie (muz. Jacek Szczygieł) – wyk. Halina Kunicka
- Dom, który mam (muz. Marek Sewen) – wyk. Zdzisława Sośnicka
- Drogi czasu (muz. Józef Sikorski) – wyk. Stenia Kozłowska
- Dzień za dniem (muz. Mikołaj Hertel) – wyk. Aura
- Greckie wino (muz. Udo Jürgens) – wyk. Anna German
- Handel na bazarze (muz. Stanisław Wielanek) – wyk. Kapela Czerniakowska
- Husaria (muz. Lucjan Kaszycki) – wyk. Medium
- Ile trwa (muz. Jacek Szczygieł) – wyk. Ewa Śnieżanka
- Jak dobrze żyć (muz. Zygmunt Apostoł) – wyk. Ewa Śnieżanka
- Jak nie to nie (muz. Edward Pałłasz) – wyk. Violetta Villas
- Jak to miłość (muz. Włodzimierz Kruszyński, Adam Skorupka) – wyk. Stenia Kozłowska
- Jak tu sobie radę dać (muz. Jan Ptaszyn Wróblewski) – wyk. Danuta Rinn i Bogdan Czyżewski
- Jak w musicalu (muz. Zygmunt Apostoł) – wyk. Danuta Rinn
- Jeden niepotrzebny gest (muz. Jerzy Matuszkiewicz) – wyk. Irena Jarocka
- Jesień (muz. Lucjan Kaszycki) – wyk. Irena Santor
- Jeszcze wszystko przed nami (muz. Marian Zacharewicz) – wyk. Irena Jarocka
- Już przyszedł dzień (muz. Bogusław Klimczuk) – wyk. Andrzej Dąbrowski
- Karuzela (muz. Lucjan Kaszycki) – Orkiestra PRiTV w Warszawie[7]
- Katarynka (muz. Lucjan Kaszycki) – wyk. Orkiestra PRiTV w Warszawie[7]
- Kiedy świat jest więcej wart (muz. Wojciech Skowroński) – Wojciech Skowroński i Blues & Rock
- Kolory miłości (muz. Adam Skorupka) – wyk. Irena Santor
- Kosynierzy (muz. Lucjan Kaszycki) – wyk. Kazimierz Kowalski i Centralny Zespół Artystyczny Wojska Polskiego[7]
- Krakowiak z refleksją (muz. Lucjan Kaszycki) – wyk. Irena Santor
- Księżyc na karuzeli (muz. Robert Filiński) – wyk. Andrzej Dąbrowski
- Kto powiedział, że to ty (muz. Adam Skorupka) – wyk. Rena Rolska
- Lato (muz. Lucjan Kaszycki) – wyk. Irena Santor
- Lotnicy (muz. Lucjan Kaszycki) – wyk. Orkiestra PRiTV w Warszawie[7]
- Lubię te moje smutki (muz. Lucjan Kaszycki) – wyk. Irena Santor
- Śpij miły, śpij (muz. Jarosław Kukulski) – wyk. Bogdana Zagórska
- Mały (muz. Jerzy Matuszkiewicz) – wyk. Maryla Rodowicz
- Marsz lotników (muz. Lucjan Kaszycki) – wyk. Centralny Zespół Artystyczny Wojska Polskiego[7]
- Marynarz matematyk (muz. Zdzisław Nowacki) – wyk. Kwartet Eryana
- Mazurek, mazureczek (muz. Lucjan Kaszycki) – wyk. Irena Santor
- Między nami dziewczynami (muz. Adam Skorupka) – wyk. Bogdana Zagórska
- Miłość jest taka, jaka jest (muz. Adam Skorupka) – wyk. Irena Woźniacka
- Miłości moja, moja młodości (muz. Adam Skorupka) – wyk. Joanna Rawik
- Moja piękna żona (muz. Edward Pałłasz) – wyk. Andrzej Tomecki i Piotr Figiel Ensamble
- Mołdawianka (melodia tradycyjna) – wyk. Jadwiga Prolińska
- Mon amour (muz. Georges Van Parys) – wyk. Rena Rolska
- My przeciwlotnicza (muz. Zdzisław Nowacki) – wyk. Władysław Michałowski, Leonard Jakubowski i Centralny Zespół Artystyczny Wojska Polskiego
- Na dzień, na dwa, na trzy (muz. Marek Sewen) – wyk. Joanna Rawik
- Na morze wzięliśmy kurs (melodia tradycyjna) – wyk. Tadeusz Woźniakowski
- Na strzelnicy (muz. Lucjan Kaszycki) – wyk. Wiktor Zatwarski[7]
- Najgłębsza z cisz (muz. Jerzy Matuszkiewicz) – wyk. Maryla Rodowicz
- Nam zakochanym (muz. Włodzimierz Kruszyński, Adam Skorupka) – wyk. Teresa Tutinas
- Nasz pierwszy sen (muz. Włodzimierz Kruszyński, Adam Skorupka) – wyk. Ewa Śnieżanka
- Nasze „Love story” (muz. Bogusław Klimczuk) – wyk. Zbigniew Wodecki
- Nasze pierwsze słowa (muz. Adam Skorupka) – wyk. Alicja Majewska
- Niczym się nie różnimy (muz. Ryszard Sielicki) – wyk. Joanna Rawik
- Nie patrzmy sobie w oczy (muz. Dimitrij Pokrass) – wyk. Rena Rolska
- Nie płaczmy nad sobą (muz. Wojciech Trzciński) – wyk. Jerzy Połomski
- Nie proszony gość (muz. Bogusław Klimczuk) – wyk. Joanna Rawik
- Nie ucz mnie (muz. Jan Ptaszyn Wróblewski) – wyk. Andrzej Dąbrowski
- Nie umiałam żyć jak inne (muz. Włodzimierz Korcz) – wyk. Zofia Kamińska
- Nie wiadomo jak będzie (muz. Edward Spyrka) – wyk. Stenia Kozłowska
- Nie z każdej mąki będzie chleb (muz. Jerzy Abratowski) – wyk. Joanna Rawik; Danuta Rinn
- Niech będzie co chce (muz. Zdzisław Apostoł) – wyk. Waldemar Kocoń
- Nieproszony gość (muz. Bogusław Klimczuk) – wyk. Joanna Rawik
- Nowy dzień (muz. Edmund Berg) – wyk. Teresa Tutinas
- O czasie i przemijaniu (muz. Mikołaj Hertel) – wyk. Jerzy Połomski
- Obeliski (muz. O. Milsztajn) – wyk. Rena Rolska
- Oberek (muz. Lucjan Kaszycki) – wyk. Centralny Zespół Artystyczny Wojska Polskiego[7]
- Odłóżmy to do jutra (muz. Roman Orłow) – wyk. Danuta Rinn i Bogdan Czyżewski
- Pójdziemy w deszcz (muz. Adam Markiewicz) – wyk. Hanna Rek
- Piosenka z 'Kalinką (muz. Bogusław Klimczuk) – wyk. Halina Kunicka
- Po co nam to było (muz. Adam Skorupka) – wyk. Joanna Rawik
- Po prostu noc (muz. Włodzimierz Kruszyński, Adam Skorupka) – wyk. Urszula Sipińska
- Podaruj mi dzień w Kazimierzu (muz. Adam Skorupka) – wyk. Danuta Rinn
- Polski lotnik - kosmonauta (muz. Kazimierz Kardynał, pseud. Tadeusz Margot) – wyk. Barbara Książkiewicz
- Pora kartek świątecznych (muz. Adam Markiewicz) – wyk. Stenia Kozłowska
- Porównanie (muz. Bogusław Klimczuk) – wyk. Teresa Tutinas
- Portret w oknie (muz. Jan Ptaszyn Wróblewski) – wyk. Danuta Rinn
- Poszedł Marek na jarmarek (muz. Włodzimierz Korcz) – wyk. Józef Wojtan (baryton), Zdzisław Nikodem (tenor), Zofia Wilma-Bagniuk (sopran), Pola Lipińska (mezzosopran), Chór i Orkiestra PR p/d Jerzego Kołaczkowskiego
- Pożegnanie z pejzażem (muz. Lucjan Kaszycki) – wyk. Irena Santor
- Prezent muz. Edward Spyrka) – wyk. Stenia Kozłowska
- Przeczucie (muz. Marian Zacharewicz) – wyk. Irena Jarocka
- Rock and roll i ja (muz. Wojciech Skowroński) – wyk. Wojciech Skowroński i Blues & Rock
- Róże (muz. Lucjan Kaszycki) – wyk. Centralny Zespół Artystyczny Wojska Polskiego[7]
- Sen jest tylko jeden (melodia tradycyjna) – wyk. Rena Rolska
- Sen, który się spełnia (muz. Mikołaj Hertel) – wyk. Jerzy Połomski
- Szeptem malowane (muz. Mikołaj Hertel) – wyk. Jerzy Połomski
- Tak mi się zdaje (muz. Adam Markiewicz, Jerzy Mart) – wyk. Maria Koterbska
- Tak to ty (muz. Piotr Figiel) – wyk. Zbigniew Wodecki
- Tak woła się miłość (muz. Włodzimierz Kruszyński, Adam Skorupka) – wyk. Stenia Kozłowska
- Tango z Czerniakowa (muz. Stanisław Wielanek) – wyk. Jarema Stępowski
- To były tanga (muz. Stanisław Wielanek) – wyk. Ewa Śnieżanka
- To jeszcze miłość (muz. Czesław Majewski) – wyk. Rena Rolska
- To nie o to nam chodziło (Włodzimierz Kruszyński, Adam Skorupka) – wyk. Halina Kunicka
- To sprawił rytm (muz. Włodzimierz Kruszyński, Adam Skorupka) – wyk. Andrzej Dąbrowski
- To tylko stary walc (muz. Nikołaj Listow) – wyk. Rena Rolska
- To, co między nami (muz. Maciej Małecki) – wyk. Joanna Rawik
- Tryptyk kazimierski (muz. Lucjan Kaszycki) – wyk. Irena Santor
- Tu, gdzie kochasz (muz. Lucjan Kaszycki) – wyk. Irena Santor
- Tylko ty opowiesz mi noc (muz. Edward Spyrka) – wyk. Stenia Kozłowska
- Ułani (muz. Lucjan Kaszycki) – Bogdan Czyżewski i Centralny Zespół Artystyczny Wojska Polskiego[7]
- W blasku słońca (muz. Lucjan Kaszycki) – wyk. Irena Santor
- W środku lata (melodia tradycyjna) – wyk. Rena Rolska
- W środku dnia (muz. Kurt Agt) – wyk. 2 plus 1
- Warkocz (L.M. Kaszycki) – wyk. Jolanta Zakonek
- Wczoraj kiedy jeszcze byłam młoda (muz. Włodzimierz Korcz) – wyk. Danuta Rinn
- Wie o nas echo (muz. Bogusław Klimczuk) – wyk. Halina Kunicka
- Wiezie nas Wielki Wóz (muz. Jerzy Andrzej Marek) – wyk. Irena Santor
- Wiosna (muz. Lucjan Kaszycki) – wyk. Irena Santor
- Wołanie o miłość (muz. Adam Skorupka) – wyk. Irena Santor
- Wspomnienia o Rio Grande (melodia tradycyjna) – wyk. Tadeusz Woźniakowski
- Wymyśliłam cię (muz. Marian Zacharewicz) – wyk. Irena Jarocka
- Za jasną rzeką (muz. Wojciech Skowroński) – wyk. Wojciech Skowroński i Blues & Rock
- Za nami śnieg (melodia tradycyjna) – wyk. Rena Rolska
- Za rok może dwa (muz. Włodzimierz Korcz) – wyk. Elżbieta Starostecka
- Zanim przyjdzie dzień (muz. Czesław Majewski) – wyk. Bogdana Zagórska
- Ze mną - ty, z tobą - ja (muz. Włodzimierz Kruszyński) – wyk. Stenia Kozłowska
- Zima (muz. Lucjan Kaszycki) – wyk. Irena Santor
- Zimno mi (muz. Włodzimierz Kruszyński, Adam Skorupka) – wyk. Stenia Kozłowska
- Znowu śnię o tobie (muz. Adam Skorupka) – wyk. Wojciech Skowroński
- Życie się zdarza tylko raz (muz. Marek Sart) – wyk. Maria Koterbska

Źródło:.

## Tłumaczenie
- Gdyby nie ty (muz. Aleksander Cfasman – sł. Konstanty Wiszniewski)[1]

## Odznaczenia
- Medal ZAiKS-u (1988)[9]
- Odznaka Honorowa ZAiKS-u (1978)[9]

## Nagrody
- Nagroda Prezydium Wojewódzkiej Rady Narodowej w Opolu na V Krajowym Festiwalu Piosenki Polskiej Opole '67 za współautorstwo piosenki pt. Po co nam to było
- II nagroda na festiwalu MFP Sopot '71 za współautorstwo piosenki pt. Dom, który mam
- Nagroda Prezydenta miasta Opola na XIII Krajowym Festiwalu Piosenki Polskiej Opole '75 za współautorstwo piosenki pt. Nie umiałam żyć jak inne

Źródło:.